# Danmarks domstolsväsen

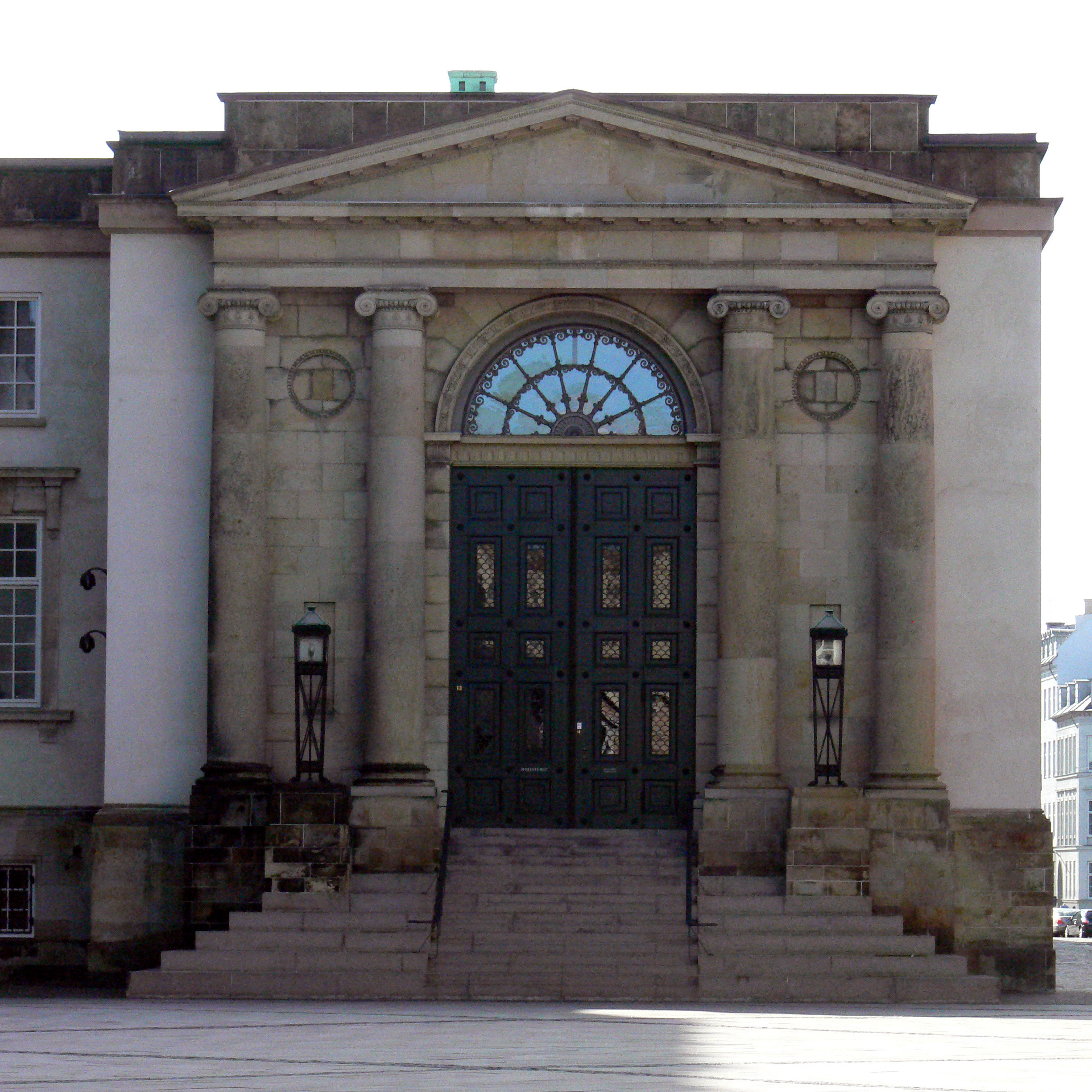
Entrén till Højesteret på Slotsholmen i Köpenhamn.

Danmarks domstolsväsen (danska: Danmarks Domstole) utgör den dömande makten i Konungariket Danmark. Den består av 36 allmänna domstolar och ett antal nämnder i riksdelarna Danmark, Färöarna och Grönland, där byrätt, kretsrätt och specialdomstolar utgör första instans. Överdomstolarna utgörs av två landsrätter i andra instans samt Højesteret i högsta instans.
Domstolarna tillhör formellt justitiedepartementet men är i allt väsentligt fristående från den politiska makten.

## Konstitutionell roll
Enligt Danmarks grundlag är den lagstiftande, verkställande och dömande makten separerade. Det innebär att domstolarna – oberoende av monarken, Folketinget och regeringen – ansvarar för den dömande makten.
Domstolarna prövar straffrättsliga ärenden såväl som tvistemål mellan personer, organisationer och myndigheter. De prövar också lagligheten i myndighetsbeslut och att lagstiftningen överensstämmer med grundlagen och annan överordnad rätt, inklusive de internationella konventioner Danmark skrivit under.
Domstolarna avgör även exekutions- och obeståndsfrågor, arvs- och bodelningsärenden samt är inskrivningsmyndighet för bland annat fastighets- och fordonsärenden.

## Organisation
Danmarks domstolar (Danmarks Domstole) består av de allmänna domstolarna och ett antal fristående nämnder. Som allmänna domstolar räknas Højesteret, landsrätterna, by- och kretsrätterna samt Sø- og Handelsretten och Tingslysningsretten.
Organisationen leds av Domstolsstyrelsen (danska: Domstolsstyrelsen). Dessa reglerar tillsammans med några fristående nämnder domstolsväsendets förutsättningar, domares utnämning och villkor. Domstolsstyrelsen tillsätts fristående från den lagstiftande och verkställande makten, och består av:
- en domare från Højesteret, utsedd av Højesteret
- två landsdomare, utsedda av Östra respektive Västra landsrätterna
- en domstolspresident, utsedd av byretspresidenterna
- två byretsdomare och tre övriga arbetstagarrepresentanter, utsedda av Danska domarföreningen respektive övriga juristers, administrativ personals och polistjänstemäns fackliga organisationer
- en advokat, utvald av Advokatrådet
- två ledamöter med särskild insikt i ledarskap och samhällsliv, utvalda av näringslivsorganisationer och Danmarks universitetsrektorer

Särskilda överklagansrätten (Den Særlige Klageret) beslutar om klagomål mot domares och andra domstolsjuristers tjänsteutövning, samt avskedande av domare, avskedande och förflyttning av övriga jurister samt avsättning av medlemmar i Domstolsstyrelsen.
Vid Danmarks domstolar finns även Ungdomskriminalitetsnämnden (danska: Ungdomskriminalitetsnævnet). Den beslutar om förebyggande insatser för barn och ungdomar i åldrarna 10–17 år som begår eller löper risk att begår brott. Nämnden är dock inte en domstol i egentlig mening.

## Instansordning

### Riksdelen Danmark
I början av 2000-talet genomgick Danmarks domstolsväsen en omfattande förändring. Denna, Domstolsreformen, utgjordes av en ny domstolsindelning (Retskredsreformen), modernisering av processrätten (Indholdsreformen) samt en digitalisering och centralisering av inskrivningsärenden (Tinglysningsreformen).
Retskredsreformen kom att innebära att 82 tidigare domstolar i riksdelen Danmark från och med 1 januari 2007 omorganiserades till att bli 24 rättskretsar (byretskredse). Med början 1 januari 2008 utgör dessa domstolar – byret – första instans för samtliga straffrättsliga ärenden. De tidigare domstolarna var små. Genom Retskredsreformen bildades domstolar med minst 6–8 domare, vilket möjliggjorde att även civilrättsliga mål kunde avgöras av ett kollegium av juristdomare.
I Danmark finns även Sø- og Handelsretten i Köpenhamn, vilken svarar för vissa ärenden med koppling till sjörätt, handelsrätt och kredit- och obeståndsrätt. Dessutom finns Tingslysingsretten i Hobro, där man svarar för inskrivningsärenden.

### Riksdelen Färöarna
Färöarna utgör en särskild rättskrets för hela landet, där Rätten på Färöarna (färöiska: Sorinskrivarin í Føroyum, danska: Retten på Færøerne) fyller samma funktion som byret i Danmark.
Rätten består av sorinskrivarin som fungerar som domstolspresident, samt ytterligare en ordinarie domare. Därutöver kan även andra jurister och extraordinarie domare finnas anställda. Domstolen har sitt säte i Tórshavn, men har även ett tingställe i Tvøroyri på Suðuroy.

### Riksdelen Grönland
Grönland är indelat i fyra rättskretsar, med varsin kretsdomstol som dömer i första instans. Dessa mål avgörs i alla ärenden som inte är särskilt reglerade i dansk eller grönländsk lag att de ska avgöras av den riksövergripande Rätten på Grönland. I praktiken innebär det att kretsdomstolarna handlägger samtliga ärendetyper förutom civilrättsliga mål. Kretsdomstolarna får hänskjuta komplicerade brottmål till Rätten på Grönland, en möjlighet som dock används sparsamt.
Rätten på Grönland (grönländska: Nunatsinni Eqqartuussivik, danska: Retten i Grønland) är första instans i civilrättsliga mål. Dessutom är den första instans i de mål som särskilt anges i dansk eller grönländsk lag, exempelvis arbetsrättsliga och fiskerättsliga frågor. Domstolen handlägger även inskrivningsärenden, handelsrätt och obeståndsrätt.

### Överdomstolarna
Andra instans är landsrätterna (landsret). I Danmark kan mål avgjorda i domstolarna på Jylland (inklusive Tingslysningsretten) överklagas till Västra landsträtten i Viborg, medan mål avgjorda i domstolarna på Fyn, Själland och Bornholm samt Sø- og Handelsretten överklagas till Östra landsrätten i Köpenhamn. Båda landsrätterna har tingsställen på flera platser i landet.
Färöarna saknar egen överdomstol, och mål som avgjorts av Rätten på Färöarna överklagas därför till Östra landsrätten. Landsrätten sammanträder vid behov på Färöarna. Mål avgjorda av kretsrätterna och Rätten på Grönland överklagas till Grönlands landsrätt (grönländska: Nunatta Eqqartuussisuuneqarfia, danska: Grønlands Landsret).
Højesteret i Köpenhamn är högsta instans för samtliga riksdelar. Överklagan kräver prövningstillstånd, vilket söks och beslutas av en nämnd som är fristående från domstolen. Samma nämnd hanterar även överklagan av rättsstödsfrågor. Frågor om resning avgörs av Särskilda överklagansrätten.
Danmark är medlem av Europeiska Unionen (EU) och har skrivit under Europakonventionen om mänskliga rättigheter. Detta innebär att vissa fall även kan överklagas till EU-domstolen respektive Europadomstolen.

## Domstolsförteckning
| Byretskredse (första instans)              | Landsret (andra instans)       | Højesteret (sista instans)     |
| ------------------------------------------ | ------------------------------ | ------------------------------ |
| Københavns Byret                           | Østre Landsret                 | Højesteret                     |
| Retten i Glostrup                          | Østre Landsret                 | Højesteret                     |
| Retten i Helsingør                         | Østre Landsret                 | Højesteret                     |
| Retten i Hillerød                          | Østre Landsret                 | Højesteret                     |
| Retten i Holbæk                            | Østre Landsret                 | Højesteret                     |
| Retten i Lyngby                            | Østre Landsret                 | Højesteret                     |
| Retten i Nykøbing Falster                  | Østre Landsret                 | Højesteret                     |
| Retten i Næstved                           | Østre Landsret                 | Højesteret                     |
| Retten i Odense                            | Østre Landsret                 | Højesteret                     |
| Retten i Roskilde                          | Østre Landsret                 | Højesteret                     |
| Retten i Svendborg                         | Østre Landsret                 | Højesteret                     |
| Retten i Sønderborg                        | Østre Landsret                 | Højesteret                     |
| Retten på Frederiksberg                    | Østre Landsret                 | Højesteret                     |
| Retten på Bornholm                         | Østre Landsret                 | Højesteret                     |
| Retten i Aalborg                           | Vestre Landsret                | Højesteret                     |
| Retten i Aarhus                            | Vestre Landsret                | Højesteret                     |
| Retten i Esbjerg                           | Vestre Landsret                | Højesteret                     |
| Retten i Herning                           | Vestre Landsret                | Højesteret                     |
| Retten i Hjørring                          | Vestre Landsret                | Højesteret                     |
| Retten i Holstebro                         | Vestre Landsret                | Højesteret                     |
| Retten i Horsens                           | Vestre Landsret                | Højesteret                     |
| Retten i Kolding                           | Vestre Landsret                | Højesteret                     |
| Retten i Randers                           | Vestre Landsret                | Højesteret                     |
| Retten i Viborg                            | Vestre Landsret                | Højesteret                     |
| Övriga allmänna domstolar (första instans) | Landsret (andra instans)       | Højesteret (sista instans)     |
| Retten på Færøerne                         | Østre Landsret                 | Højesteret                     |
| Kujalleq Kredsret                          | Grønlands Landsret             | Højesteret                     |
| Qaasuitsoq Kredsret                        | Grønlands Landsret             | Højesteret                     |
| Qeqqa Kredsret                             | Grønlands Landsret             | Højesteret                     |
| Sermersooq Kredsret                        | Grønlands Landsret             | Højesteret                     |
| Retten i Grønland                          | Grønlands Landsret             | Højesteret                     |
| Sø- og Handelsretten                       | Østre Landsret                 | Højesteret                     |
| Sø- og Handelsretten                       |                                | Højesteret                     |
| Tingslysningsretten                        | Vestre Landsret                | Højesteret                     |
| Noter:                                     | [ 1 ] [ 3 ] [ 4 ] [ 5 ] [ 20 ] | [ 1 ] [ 3 ] [ 4 ] [ 5 ] [ 20 ] |